# Arucas
Arucas, Las Palmas település Spanyolországban, Las Palmas tartományban. Arucas Las Palmas de Gran Canaria, Moya, Firgas és Teror községekkel határos. Lakosainak száma 38 936 fő (2024).

## Népesség
A település népessége az elmúlt években az alábbi módon változott:
| Lakosok száma | 32 542 | 33 701 | 35 280 | 36 259 | 36 797 | 37 056 | 37 367 | 38 138 | 38 369 | 38 936 |
|               | 2001   | 2004   | 2007   | 2009   | 2012   | 2014   | 2017   | 2019   | 2022   | 2024   |